# Donald R. Rothwell
Donald Robert Rothwell ist ein australischer Hochschullehrer.

## Leben
Im Jahr 1998 wurde Rothwell Hochschullehrer an der Universität Sydney. Von 2004 bis 2006 war er an dieser Universität dann Challis Professor of International Law und Vorsitzender des Zentrum für internationales Recht. Seit 2006 ist er Professor für Völkerrecht an der Australian National University.
Er arbeitete als Berater für das Umweltprogramm der Vereinten Nationen und das Entwicklungsprogramm der Vereinten Nationen sowie die Umweltorganisationen IUCN und IFAW und die australische Regierung.
Rothwells Hauptforschungsgebiete als Akademiker sind das Recht der See, das Recht der Polarregionen, wozu Antarktis-Vertrag und dazugehörige Abkommen wie CRAMRA gehören, und internationale Streitbeilegung. 2012 wurde er ANU Public Policy Fellow und 2015 Mitglieder der Australian Academy of Law. Er ist unter anderem einer der Herausgeber des Oxford Handbook of the Law of the Sea. und des Australian Year Book of International Law und Hauptherausgeber der Brill Research Perspectives in Law of the Sea.

## Publikationen (Auswahl)
- The Polar Regions and the Development of International Law, Teil von Cambridge Studies in International and Comparative Law, Cambridge University Press, ISBN 978-0-521-56182-2, 1996.
- mit Ben Boer und Ross Ramsay: International Environmental Law in the Asia Pacific, Kluwer  Law International, 1998.
- Islands and International Law, Bloomsbury Publishing, 2022.
- Mit Tim Stephens: The International Law of the Sea, Bloomsbury Publishing, 3. Auflage, 2023.